# تريسي هيكمان
تريسي هيكمان (بالإنجليزية: Tracy Raye Hickman )‏ (و. 1955  م) هو كاتب، وروائي، وكاتب خيال علمي، ومصمم ألعاب أمريكي، ولد في سولت ليك سيتي، بدأ مشواره المهني سنة 1984.

## معرض صور

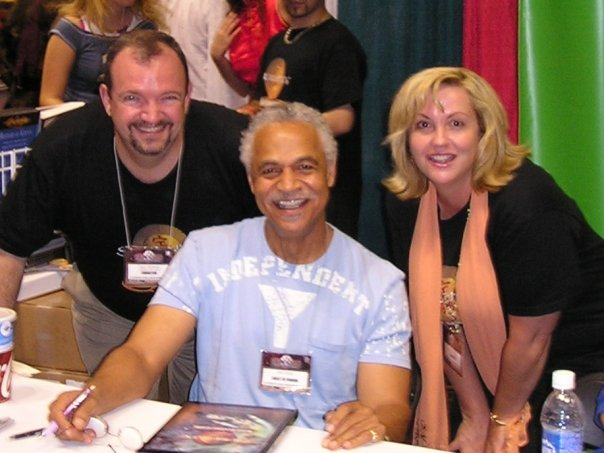
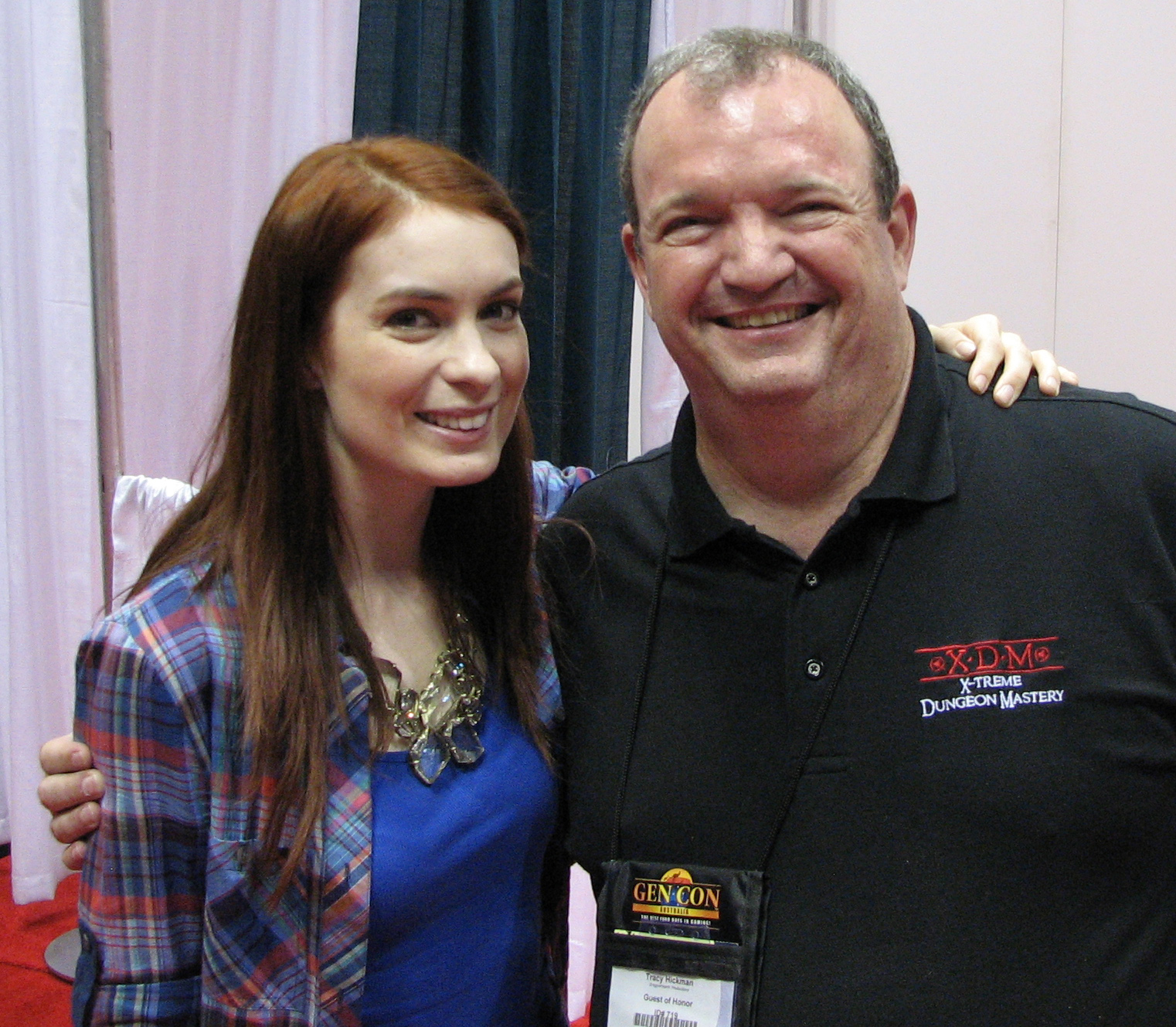
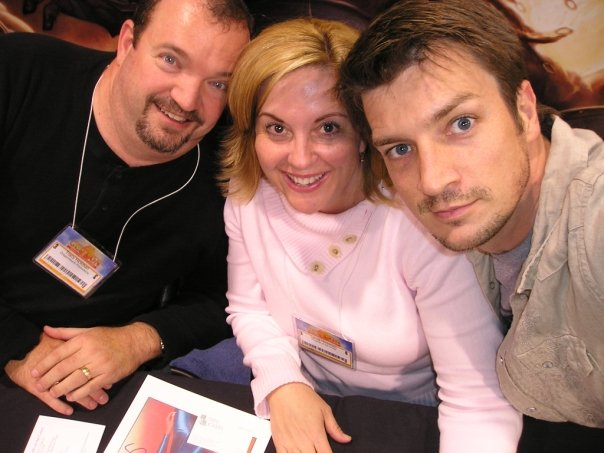
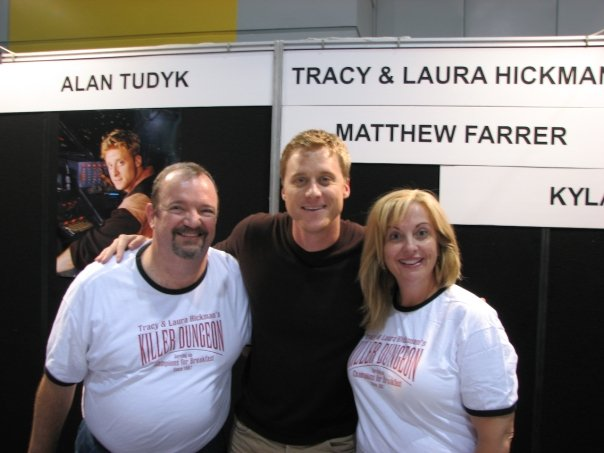

## التعليم
تعلم في جامعة بريغام يونغ.

## وصلات خارجية
- تريسي هيكمان على موقع IMDb (الإنجليزية)
- تريسي هيكمان على موقع ميوزك برينز (الإنجليزية)
- تريسي هيكمان على موقع قاعدة بيانات الفيلم (الإنجليزية)
- تريسي هيكمان في قاعدة بيانات الأفلام على الإنترنت